# Шлюз № 5
Шлюз № 5 — населенный пункт в Кирилловском районе Вологодской области.
Входит в состав Николоторжского сельского поселения, с точки зрения административно-территориального деления — в Волокославинский сельсовет.
Расстояние до районного центра Кириллова по автодороге — 36,8 км, до центра муниципального образования Никольского Торжка по прямой — 9 км. Ближайшие населённые пункты — Островки, Сазоново, Минчаково.
По переписи 2002 года население — 14 человек.